# Jordan Knight
Jordan Nathaniel Marcel Knight (* 17. května 1970, Worcester) je americký zpěvák, skladatel a herec. Je vedoucím zpěvákem chlapecké skupiny New Kids on the Block (NKOTB), která se proslavila v 80. a 90. letech 20. století. Po rozdělení New Kids On The Block v roce 1994 zahájil sólovou kariéru. Jeho první sólové album vydané v roce 1999 a jeho nejnovější sólové album vydané v roce 2011 dosáhly číslo 50 na americkém Billboardu 200. Před svou slávou hrál v mládežnické baseballové lize v Dorchesteru, MA. Bylo mu téměř 14 let, kdy nastoupil do kapely New Kids On The Block. Je nejmladší ze šesti dětí. V roce 2014 se Knight spojil s Nickem Carterem z Backstreet Boys pro vydání alba Nick & Knight. Knight byl soudcem v soutěži American Idol.